# تد باد
تئودور پائول باد (متولد ۲۱ اکتبر ۱۹۷۱) سیاستمدار و صاحب کسب‌وکار آمریکایی است که از سال ۲۰۲۳ به عنوان سناتور جونیور مجلس سنای ایالات متحده از حوزه کارولینای شمالی خدمت می‌کند. او که عضو حزب جمهوری‌خواه است، از سال ۲۰۱۷ تا ۲۰۲۳ به عنوان نماینده حوزه انتخابیه سیزدهم کارولینای شمالی  در مجلس نمایندگان حضور داشت.
باد نامزد جمهوری‌خواهان در انتخابات ۲۰۲۲ سنای ایالات متحده در کارولینای شمالی برای جایگزینی سناتور جمهوریخواه بازنشسته ریچارد بر بود. او نامزد دموکرات‌ها، چری بیزلی را شکست داد و متعاقب آن در روز ۳ ژانویه ۲۰۲۳ بر این منصب قرار گرفت.

## دوران اولیه زندگی و حرفه
باد در سال ۱۹۷۱ در شهر وینستون-سیلم، ایالت کارولینای شمالی به دنیا آمد. هنگامی که جوان بود، خانواده‌اش به مزرعه‌ای به مساحت ۳۰۰ جریب فرنگی (۱۲۰ هکتار) در حوالی رود یدکین شهرستان دیوی مجاور شهر ادونس نقل مکان کردند و در آن مزرعه به پرورش احشام و مرغ مشغول شدند. پدرش ریچارد، صاحب شرکت امور خدماتی و ارائه امکانات بود.
باد قبل از اینکه وارد دبیرستان دیوی کونتی شده و در سال ۱۹۹۰ فارغ‌التحصیل گردد، در مدرسه سومیت که مدرسه‌ای خصوصی در وینستون-سیلم بود، به تحصیل مشغول بود. او سپس وارد دانشگاه دولتی آپالاچیان (Appalachian State University) شد و در سال ۱۹۹۴ مدرک کارشناسی مدیریت کسب‌وکار خود را دریافت کرد. در سال ۱۹۹۸ مدرک کارشناسی ارشد الهیات خود را از دانشکده الهیات دالاس دریافت کرد و سپس در سال ۲۰۰۷ مدرک کارشناسی ارشد مدیریت کسب‌وکار را از دانشکده کسب‌وکار دانشگاه ویک فارست گرفت.
باد مالک یک فروشگاه اسلحه در شهر رورل هل، ایالت کارولینای شمالی است.

## مجلس نمایندگان ایالات متحده آمریکا
انتخابات
۲۰۱۶
به دنبال حکم دادگاه مبنی بر تقسیم‌بندی دوباره حوزه‌های انتخاباتی، منطقه سیزده قدیم در اصل با منطقه دوم ادغام شد. به دنبال این ادغام، منطقه ۱۳ جدیدی ایجاد شد که حومه شمالی شارلوت تا گرینزبورو را دربر گرفته است. باد یکی از ۱۷ نامزدی بود که از منطقه سیزده برای حضور در انتخابات ۲۰۱۶، در انتخابات مقدماتی جمهوری‌خواهان شرکت کرد. منزل او پیش از این جزو منطقه پنج قرار داشت که اکنون جزو منطقه سیزده قرار گرفته بود.
با کمک باشگاه پیشرفت (Club for Growth) که مبلغی بیش از ۲۸۵٬۰۰۰ دلار به کمپین انتخاباتی او کمک کرد باد با کسب ۲۰ درصد آراء در انتخابات مقدماتی پیروز شد. او در انتخابات اصلی با کسب ۵۶٫۱ درصد آراء، بروس دیویس کمیسیونر سابق شهرستان گیلفرد را مغلوب ساخت. او در روز ۳ ژانویه ۲۰۱۷، در مقام خود سوگند یاد کرد.
۲۰۱۸
باد در انتخابات ۲۰۱۸، با کسب ۵۱٫۵ درصد آراء برابر کتی منینگ که ۴۵٫۸ درصد آراء را به دست آورد، برنده شد و دوباره به این مقام دست یافت. منینگ در سال ۲۰۲۰، از حوزه ششم مجاور به نمایندگی دست یافت.
۲۰۲۰
در انتخابات ۲۰۲۰، باد با کسب ۶۸٫۲ درصد آراء و شکست دادن اسکات هافمن که تنها ۳۱٫۸ درصد آراء را به دست آورد، دوباره از این حوزه به نمایندگی انتخاب شد.

## مجلس سنا
- 70–80%
- 60–70%
- 50–60%
- 40–50%

- 80–90%
- 60–70%
- 50–60%

انتخابات
۲۰۲۲

نتایج انتخابات سنا در کارولینای شمالی، سال ۲۰۲۲ بر حسب شهرستان:

در روز ۲۳ آوریل ۲۰۲۱، باد به عمارت مار-ئه-لاگو رفت تا نامزدی خود برای حضور در انتخابات مجلس سنا را با رئیس‌جمهور سابق، دونالد ترامپ در میان بگذارد. در روز ۲۸ آوریل ۲۰۲۱، باد نامزدی خود را برای در اختیار گرفتن کرسی دسته ۳ سنا، برای جایگزینی سناتور بازنشسته ریچارد بر اعلام کرد. در همایش ایالتی جمهوری‌خواهان که روز ۵ ژوئن در گرینویل برگزار شد، باد حمایت سیاسی خود را از سوی دونالد ترامپ و عروس او لارا ترامپ، که از کاندید شدن برای تصاحب این کرسی مجلس سنا خودداری کرده بود، دریافت کرد. پت مک‌کروری، فرماندار سابق ایالت کارولینا اعلام کرد با وجود حمایت سیاسی ترامپ از باد، در رقابت انتخاباتی باقی خواهد ماند. سومین کاندیدا که مارک واکر، نماینده ایالات متحده بود اعلام کرد که او نیز در رقابت انتخاباتی باقی خواهد ماند، او مدعی بود که طی نظرخواهی از افرادی که در همایش حضور داشته‌اند، فرد برنده این انتخابات خواهد بود.
باد در انتخابات مقدماتی جمهوری‌خواهان که در روز ۱۷ مه ۲۰۲۲ برگزار شد با کسب ۵۸ درصد آراء برنده شد، طی این انتخابات مک‌کروری ۲۵ درصد آراء و واکر ۹ درصد آراء را به دست آوردند. در انتخابات اصلی، باد کاندیدای دموکرات‌ها به نام چری بیزلی را شکست داد. باد در این رقابت صاحب ۵۰٫۵ درصد آراء شد و بیزلی با اختلاف ۳٫۲ درصد، صاحب ۴۷٫۳ درصد آراء گردید.

## زندگی شخصی
باد در سال ۱۹۹۱ با همسرش امی کیت آدامز، طی مأموریتی که به اتحاد جماهیر شوروی انجام داد، آشنا شد. آنها در سال ۱۹۹۴ ازدواج کردند و صاحب سه فرزند شدند. خانواده باد در شهرستان دیوی در مزرعه‌ای که باد در آن بزرگ شد، زندگی می‌کنند. آنها فرزندان خود را در خانه آموزش می‌دهند و باد به عنوان دستیار سرپرست پیشاهنگ در گروه پیشاهنگ پسرش فعالیت می‌کند.